# Datenbankadministrator
Ein Datenbankadministrator (DBA) ist für die Verwaltung eines Datenbankmanagementsystems (DBMS) verantwortlich. Die Aufgaben des DBA umfassen:
- Entwurf
- Definition von Schemata, Transformationen, evtl. Anwendungen im konkreten DBMS
- Datenschutz und -sicherheit durch Rechtevergabe
- Datensicherung
- Leistungsüberwachung und Sicherstellen der Verfügbarkeit von vereinbarten Datenbankfunktionalitäten
- Leistungsoptimierung durch Änderung des internen Schemas
- Änderung der externen Schemata aufgrund von Benutzeranforderungen und Anwendungserfordernissen
- Änderung des konzeptuellen Schemas
- Installation und Upgrade einer Datenbank oder eines Clients

Datenbankadministrator ist dabei als Rolle zu verstehen – es muss sich dabei nicht um eine Person handeln. 

## Remote DBA
Ein Remote DBA übernimmt alle definierten Aufgaben eines In-house-Datenbankadministrators, nur dass er für gewöhnlich nicht zum hauseigenen Personal gehört und vor Ort arbeitet. Der Remote DBA verbindet sich per Ferneinwahl (Remote-Access) auf die jeweilige Datenbank und arbeitet von seinem Standort aus. Die Verbindung erfolgt meist über einen VPN-Tunnel.
Der Remote DBA ist vor allem aufgrund der personellen Engpässe im IT-Bereich entstanden und bildet eine besondere Form des Outsourcing. Mit Hilfe des Remote DBA können sich Unternehmen externes Datenbankadministrationswissen holen, ohne dafür eigenes Personal vorzuhalten. Der Remote DBA kann auch zur Entlastung des bestehenden IT-Personals eingesetzt werden, um Auslastungsspitzen abzufangen oder Urlaubsvertretungen vorzunehmen.